# Pest ostroma (1541)
Pest ostroma 1541. március 20. és április 4. között zajlott. A várat osztrákokból, csehekből (morvaországiak) és magyarokból álló sereg védte Mehmed szendrői bég (a néhány évvel korábbi diakovári csata hőse) seregétől, amelynek irányításában Fráter György is segédkezett. Az ostromlók megpróbálták elűzni I. Ferdinánd katonáit Buda szomszédságából, mert az előző év végén, a Habsburg főparancsnok Leonard von Fels miután nem tudta bevenni a fővárost, a védtelen Pestet szállta meg, hogy bázisa legyen egy Buda elleni újabb támadásnak.

## Előzmények
A törökök a Szapolyai János és Habsburg Ferdinánd között kitört újabb háborúba csak 1541 tavaszán avatkoztak be ténylegesen, de 1539-ben és 1540-ben is vezettek támadásokat Magyarország területére.

1540 végén von Fels ugyan feladta Buda ostromát, de Varkócs György, Otto von Dischkau és Bebek Ferenc vezérlete alatt 2000 morva gyalogost, 1000 osztrákot és 300 magyar huszárt hagyott itt. Visszavonulásakor Tatát is megrakta őrséggel és a dunai naszádosok is a térségben maradtak.
Pest visszafoglalása életbevágóan fontos volt, mert Buda közvetlen közelében feküdt. A várban pedig ott tartózkodott Izabella királyné a csecsemő királlyal, János Zsigmonddal, akit még előző évben ültettek apja helyébe. Pest hídfője lett volna egy következő ostromnak is, sőt Izabella, aki nem volt kitartó és határozott személyiség, az egyik parancsnok Bebek útján tárgyalt Ferdinánddal Buda átadásáról. A budai őrség is kifáradt a harcokban, ezért Fráter György a törököktől kért segítséget. A törökök egy 25 hajóból álló flottát már útnak indítottak a Dunán, amely most fedezte a szárazföldi alakulatok érkezését Pestre.

## Az ostrom
Mehmed szendrői bég március 20-án érkezett Pest alá, hogy előkészítse az ostrom műveleteit.

A várvédők ágyú- és puskatűzzel fogadták az ostromlókat és a háromszáz magyar lovas kirohanást végrehajtva sikeres összecsapást hajtott végre a szpáhikkal.
A budai vár őrsége tűztámogatással kívánta megsegíteni a törököket, de katonaságuk nem vett részt a pestiek elleni harcban. Mehmed úgy tervezte, hogy a Bécsi kapu irányából vezet támadást, s ennek megfelelően a budai ágyúk támogatásával vonta össze katonái jó részét. Március 21–22. között a Duna-parti vízirondella ütegei segítették a török hadmozdulatokat. Másnap György barát hajón átment a török táborba, ahol utasítására sáncokat ástak és onnan ágyú-, illetve muskétatűzzel lőtték a falakat, mire a védők ellentámadással elűzték onnan a törököket.
Mivel a Pestet ostromló török sereg nem volt nagy számban, ezért a Székesfehérváron tartózkodó Perényi Péter sürgette Ferdinándot a mihamarabbi támadásra. Ugyanis ha legyőzik a törököket, a budaiakat is térdre kényszeríthetik. Ferdinánd osztotta Perényi elképzelését, de a Habsburg seregek az ellentámadásra lassan gyűltek, amely nem rajta múlt.
Mehmed bég március 25-re tűzte ki az általános rohamot. Tüzérségének megerősítése végett György barát Budáról 8 faltörőt, két mozsarat, 4 falkont és sajkaágyút, valamint 300, bár várfal lövésére nem valami alkalmas szakállaságyút hozott át.

A Bécsi kaputól 180 méterre a török ütegek hetvenhárom lövést adtak le, különböző súlyú ágyúgolyókkal a falra. Ezt a tüzérségi előkészítést szintén támogatták a budai ágyúk, néhány helyen fel is gyújtották az épületeket. Az e napi tüzérségi tűz azonban nem okozott nagyobb kárt a falakban, viszont másnap már 157 golyót kapott a pesti várfal és sikerült nagyobb rést ütni rajta. Mivel ez még nem volt elég, március 27-én 337 lövést adtak le, s a Gellérthegyről is hat falkon lőtte szünet nélkül a várat, ennek segítségével pedig egy négy és félméter hosszú szakaszon leomlott a fal. Ekkor a török hadsereg támadásba lendült, de a cseheknek sikerült visszaverni őket a réstől. A támadás során felrobbantották a Bécsi kaput, de főként a csehek elszánt védekezése miatt a törökök nem voltak hajlandók támadni, még a parancsnokok fenyegetésének ellenére sem.
Március 28. és 31. között hatszázhat lövést adtak le, amivel kitágították a rést. Április 1. és 3. között több egymást követő rohamot intéztek, s egy alkalommal a külvárosba hatoltak be, ahol azonban sáncok mögül az osztrák gyalogság vetette vissza a támadókat.
További támadási kísérletek kudarca után április 4-én kiadták a visszavonulási parancsot, de előtte a szendrői bég még tanácskozott Fráterékkel Rákoson, ahol feltétlen engedelmességre intette őket.

## Következmények
Ferdinánd a Pestet védő sereg megsegítésére ötven naszád felszerelését rendelte el Bécsben. A hajóhad egy alsó-ausztriai zászlóaljjal Ifjabb Niklas Salm és Wilhelm von Roggendorf vezetésével útnak indult, de mire megérkeztek, addigra a szendrői bég serege visszavonult Kalocsára. Április első napjaiban Konstantinápolyban is készülődött egy másik had az Ausztria elleni hadjáratra. Mehmed bég volt ugyanis az első hulláma ennek az akciónak, míg a másodikat Rusztem pasa képezte háromezer janicsárral és egy nagy lovassági csapattal, ehhez csatlakozott a ruméliai sereg Ahmed pasa vezetésével, míg az előhadat 300 teherszállító hajó és 200 sajka egészítette. A Szerémségbe érve letáboroztak, s végig kísérték az ostromot. A sereg a helyén maradt, majd augusztus végén részt vett Buda felmentésében.
Von Roggendorf a májusban elindított újabb Buda elleni ostromra való felkészülésképp lezárta azokat az utakat, ahonnan a várba élelmiszert juttathattak volna, sőt manifesztumban halálbüntetéssel fenyegette meg, aki élelmiszer, vagy bármi más utánpótlást mer vinni a várba.
Az újabb hadjárat április derekán vette kezdetét, amelynek végeredménye Buda elfoglalása lett, de nem az osztrákok, hanem a törökök részéről!